# Пирофон
Пирофон — музыкальный инструмент, изобретённый Ойгеном Кастнером в 1873 году, описанный в его книге «Les Flammes Chantantes».
Инструмент явился результатом работ Кастнера по исследованию теории колебаний и «поющего пламени». В трубках пирофона при пропускании пламени возникает градиент температур и воздух начинает вибрировать. В трубке возникает резонанс, вибрация усиливается и возникает звук.
В первоначальной конструкции ряд стеклянных трубок разной длины был подсоединён к клавиатуре, управляющей доступом пламени в каждую трубку. В дальнейшем Кастнер усовершенствовал пирофон: в новой модели в каждой трубке постоянно горели два огонька, а с клавиатуры изменялось их отношение друг к другу по высоте. Регулируя пламя в трубе, можно вызвать или её основной тон, или высшие гармонические тоны, или же прекратить звук. В качестве топлива используется пропан, бензин или водород.
Один из первых инструментов взорвался и ранил исполнителя. Производство и сбыт не были налажены, в настоящее время инструмент не применяется.